# 胜溪湖街道
胜溪湖街道，是中华人民共和国山西省吕梁市孝义市下辖的一个乡镇级行政单位。

## 介绍
2003年9月，孝义市设立东许办事处。2010年5月15日，孝义市设立胜溪湖办事处。2013年9月26日，按照市委、市政府行政区划调整部署，撤销胜溪湖办事处、东许办事处，组建胜溪湖街道办事处。2024年8月，经山西省人民政府批复同意，设立胜溪湖街道，街道办事处驻孝义市梧桐街8号。胜溪湖街道处于孝义市西南城乡结合部，东边与梧桐镇、新义街道、下栅乡接壤，南边与驿马乡接壤，西边与柱濮镇、兑镇镇、高阳镇接壤，北边与新义街道接壤。行政区域面积47.88平方公里，其中耕地面积2.6万亩，林地面积1.6万亩。2023年常住人口30493人，户籍人口19034人。街道有基层党组织29个，其中农村党组织11个、村改居党组织7个、城市社区党组织1个，非公党支部5个，机关党支部5个，党员725名，其中预备党员5名、女党员126名、大专及以上学历党员189名、55周岁以下党员383名。
2018年，全街道农作物总播种面积1275.89公顷，其中粮食作物播种面积1212.89公顷，总产量4545.87吨：药材播种面积0.27公顷，产量3吨：蔬菜及食用菌播种面积62.73公顷，产量2734.07吨。粮食作物中，夏收粮食播种面积243.09公顷，产量753.21吨；秋收粮食播种面积969.8公顷，产量3792.66吨。年末畜禽存栏猪3130头、牛 181头、羊2373只、家禽53.336万只；畜禽出栏猪4066头、牛71头、羊1579只、家禽379.98万只。全年农村用电量55.92万千瓦小时，农用化肥施用量265.26吨。全年规模以上工业产值33.5亿元人民币，完成工商税收1.3亿元人民币，固定资产投资4.33亿元人民币，农林牧渔业增加值实现1.4亿元人民币。

## 行政区划
胜溪湖街道下辖9个社区、11个村：湖滨社区、柱濮新区社区、永安庄社区、封家峪社区、和平庄社区、崇源头社区、西尉庄社区、六壁头社区、东尉庄社区、河底村、宜兴村、真兴村、东许村、西许村、那庄村、上庄村、小王营村、必独村、道相村、寺家庄村。